# Індрек Тобрелутс
Індрек Тобрелутс (ест. Indrek Tobreluts; 5 квітня 1976, Тарту) — естонський біатлоніст, призер етапу  Кубка світу, учасник 5-х Олімпійських ігор. На Зимових Олімпійських іграх 2002 року в Солт-Лейк-Сіті брав участь не лише у змаганнях з біатлону, а й з лижних гонок.

## Виступи на Олімпійських іграх
| Рік  | Міце проведення | Інд | Спр | Пр | МС | Ест |
| 1998 | Наґано          |     | 36  |    |    | 16  |
| 2002 | Солт-Лейк-Сіті  | 53  | 48  | 41 |    | 11  |
| 2006 | Турин           | 66  | 40  | 43 |    | 15  |
| 2010 | Ванкувер        |     | 31  | 48 |    | 14  |

## Виступи на Чемпіонатах світу
| Рік  | Міце проведення      | Інд | Спр | Пр  | МС | Ест | ЗМ |
| 1995 | Антхольц-Антерсельва |     | 81  |     |    | 18  |    |
| 1996 | Рупольдінг           |     | 77  |     |    | 17  |    |
| 1997 | Брезно-Осрбліє       |     | 70  |     |    | 9   |    |
| 1999 | Контіолахті          |     | 58  | 52  |    | 13  |    |
| 1999 | Осло                 |     | 63  |     |    |     |    |
| 2000 | Осло                 | 26  | 17  | 42  |    |     |    |
| 2000 | Лахті                |     |     |     |    | 13  |    |
| 2001 | Поклюка              | DNF | 67  |     |    | 15  |    |
| 2003 | Ханти-Мансійськ      |     | 18  | DNF |    | 9   |    |
| 2004 | Обергоф              | 27  | 35  | 22  |    | 14  |    |
| 2005 | Гохфільцен           | 70  | 69  |     |    |     |    |
| 2007 | Антхольц-Антерсельва | 47  | 20  | DNF |    | 11  | 12 |
| 2008 | Естерсунд            |     | 30  | 60  |    | 12  | 11 |
| 2009 | Пхьончхан            | 82  | 64  |     |    | 14  | 13 |
| 2011 | Ханти-Мансійськ      | 24  | 43  | 37  |    | 15  | 14 |
| 2012 | Рупольдінг           | 51  | 69  |     |    | 18  | 15 |
| 2013 | Нове Место-на-Мораві | 57  | 87  |     |    | 14  |    |

## Кар'єра в Кубку світу
- Дебют в кубку світу — 19 січня 1995 року в індивідуальній гонці в Обергофі — 80 місце.
- Перше попадання в залікову зону — 12 січня 2001 року в спринті в Рупольдингу — 30 місце.
- Перше попадання на подіум — 13 березня 1999 року в масстарті в Осло — 3 місце.

Першим роком Індрека в біатлоні став 1986 рік, а з 1995 року він почав виступати за національну збірну. Починаючи з сезону 1999-2000 спортсмен постійно входить до загального заліку біатлоністів, досягши найвищого результату у сезоні 2003-2004 — 31 місце.

## Загальний залік в Кубку світу
- 1999—2000 — 56-е місце
- 2000—2001 — 55-е місце
- 2001—2002 — 62-е місце
- 2002—2003 — 45-е місце
- 2003—2004 — 31-е місце
- 2004—2005 — 75-е місце
- 2005—2006 — 84-е місце
- 2006—2007 — 61-е місце
- 2007—2008 — 85-е місце
- 2008—2009 — 98-е місце
- 2009—2010 — 79-е місце
- 2010—2011 — 84-е місце
- 2011—2012 — 59-е місце
- 2012—2013 — 76-е місце